# Odlingsram
Odlingsram används ibland vid trädgårdsodling på liten yta, till exempel en odlingslott eller kolonilott. Ramen består av fyra brädor som är hopsatta i hörnen.

## Annan betydelse
- Odlingsram för uppfödning av bin används inom biodlingen.